# Karla Reátegui
Karla Gabriela Reátegui Encarnación es una política e ingeniera agrónoma ecuatoriana. Es la actual prefecta de la provincia de Zamora Chinchipe y la primera mujer en alcanzar dicho cargo.

## Biografía
Antes de ingresar a la política, trabajó en la organización no gubernamental Sambito, de Guayaquil, además de como consultora de la Fundación Naturaleza y Cultura Internacional. Realizó sus estudios superiores en la Universidad EARTH, donde obtuvo su título en 2005.
Inició su carrera política en las elecciones seccionales de 2014 como el binomio de Salvador Quishpe a la prefectura de Zamora Chinchipe, donde resultaron electos. Ocupó el cargo de viceprefecta hasta 2018, cuando decidió postularse a la prefectura de Zamora Chinchipe como la candidata del Movimiento de Unidad Plurinacional Pachakutik. Sin embargo, fue derrotada por dos puntos porcentuales por el político Cléver Jiménez en las elecciones de 2019, en una votación de 47% contra 45%.
Para las elecciones seccionales de 2023 volvió a presentarse como candidata a la prefectura de Zamora Chinchipe, de la mano de una alianza entre los movimientos Pachakutik y Unidad Popular. El principal eje de sus propuestas de campaña estaba relacionado con la mejora de la vialidad de la provincia. Reátegui resultó finalmente en electa, con más del 55% de los votos y más de 20 puntos porcentuales de diferencia por encima del resto de candidatos. Este hecho la convirtió en la primera mujer en la historia de la provincia en alcanzar dicho cargo.